# باشگاه فوتبال وورتسبورگ کیکرز
باشگاه فوتبال وورتسبورگ کیکرز (به آلمانی: Würzburger Kickers) باشگاه فوتبالی است که در شهر وورتسبورگ قرار دارد و در سال ۱۹۰۷ تأسیس شده‌است.
این باشگاه هم‌اکنون در لیگا ۳ آلمان بازی می‌کند.
(فصل ۲۰-۲۰۱۹)